# 예레반 방언

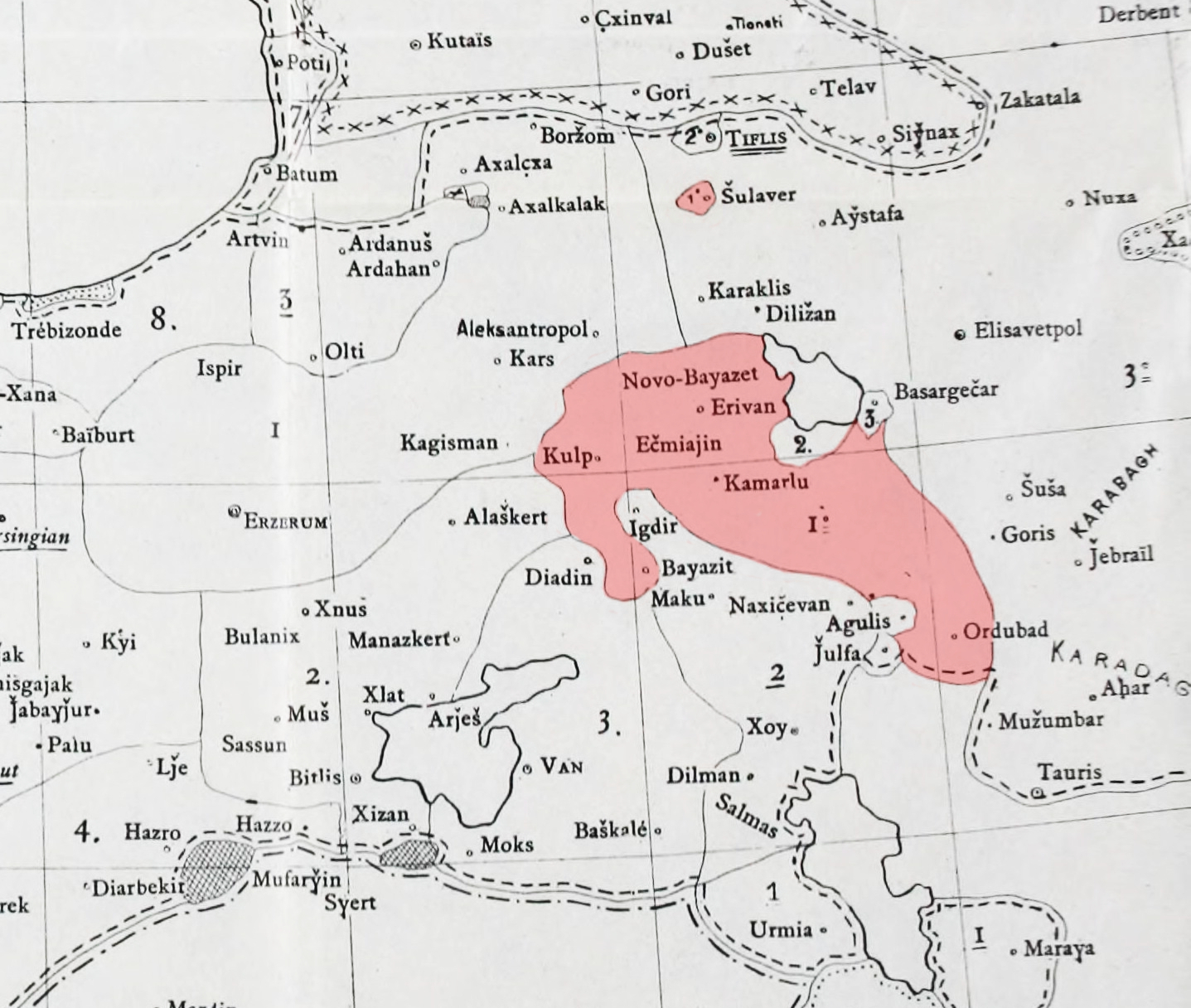
예레반 방언의 분포, 흐라치아 아자리안의 Classification des dialectes arméniens(1909년)에 따름

예레반 방언(~方言, 아르메니아어: Երևանի բարբառ)은 아르메니아의 수도 예레반과 그 주변에서 쓰이는 동부 아르메니아어 방언이다. 고전 아르메니아어(그라바르) 단어들은 예레반 방언 단어들의 중요한 부분을 이루고 있다. 역사를 거쳐오면서, 이 방언은 여러 나라 말들, 특히 러시아어와 페르시아어의 영향을 받았다. 그리고 오늘날 외래어들은 예레반 방언에서 중요하게 나타난다. 예레반 방언은 아르메니아어 방언 중에서 가장 널리 퍼진 것이다.

## 역사
역사적으로 이 방언은 아라라트 방언(Արարատյան բարբառ)으로 알려졌는데, 아라라트 평원에서 주로 사용되었기 때문이었다. 19세기 들어 현대의 아르메니아어 문어(文語)를 만들려는 노력이 일어났다. 1841년, 유명한 아르메니아 작가 하차투르 아보비안은 예레반 방언으로 쓰여진 소설 《아르메니아의 상처들》을 완성했다. 이 방언의 중요함은 1918년, 예레반이 아르메니아 민주 공화국의 수도가 되었을 때 생겨났다. 소비에트 시기(1920년~1991년) 들어, 동부 아르메니아어와 예레반 방언은 러시아어에 의해 엄청난 영향을 받았고, 1980년대말의 러시아화(化) 정책은 아르메니아어의 미래에 위험할 것으로 생각되었다.

오늘날, 아르메니아어 구어(口語)의 모태가 되는 예레반 방언은 예레반에 거주하는 최소 1백만의 시민에 의해 사용된다. 게다가, 아르메니아, 아르차흐 공화국과 조지아의 삼츠헤자바헤티 주의 모든 아르메니아어 방언에 대해서, 예레반 방언은 교육체계를 통하여 실질적 영향력을 행사하고 있다. 1980년대말 이후 외국으로 이주한 아르메니아인 대부분은 예레반 방언을 사용한다.
아르메니아 내에서, 예레반 방언은 영향력이 점차 강해지고 있다. 일반적으로, 아르메니아의 텔레비전 채널에서는 표준 아르메니아어 대신 예레반 방언을 사용하는데, 특히 연예 프로그램에서 그러하다. 이는 언어학자들이 비판하는 부분이다.

## 방언의 형태
아래 표는 단어 "이렇게" "그렇게" "다르게"를 표준 동부 아르메니아어, 예레반 방언과 카린 방언 - 아르메니아 제2의 도시 귬리에서 사용되는 방언 -으로 표현한 것이다.
| 방언                   | 이렇게        | 그렇게        | 다르게        |
| ---------------------- | ------------- | ------------- | ------------- |
| 표준 동부 아르메니아어 | այսպես ayspes | այդպես aydpes | այնպես aynpes |
| 예레반 방언            | ըսենց əsents  | ըտենց ətents  | ընենց ənents  |
| 카린 방언 (귬리)       | ըսպես əspes   | ըդպես ədpes   | ընպես ənpes   |

### 'e'에서 'a'로, 'che'에서 'chi'로의 전화(轉化)
| 표준 아르메니아어에서 '~이다(영어: is)'은 'է'hy이지만, 예레반 방언에서는 대부분 'ա'hy로 발음된다. "이 집은 크다" 표준: Այս տունը մեծ է ays tunə mets e 예레반: Էս տունը մեծ ա es tunə mets a | '이 아니다' 또한 표준 아르메니아어와 다르다. 표준어 'չէ' hy 는 'չի' hy로 발음된다. "이 집은 크지 않다" 표준: Այս տունը մեծ չէ ays tunə mets če 예레반: Էս տունը մեծ չի es tunə mets či |

### 음성
예레반 방언의 발음은 고전 아르메니아어의 그것과 비슷하다.

## 유명한 화자(話者)
- 카차투르 아보비안 (1809년~1848년) - 소설가
- 카렌 데미르키안 (1932년~1999년) - 정치가, 아르메니아 SSR 제1서기
- 바즈겐 사르키샨 (1959년~1999년) - 군인, 정치가
- 레본 아로니안 (1982년~) - 체스 선수
- 헨리크 미키타리안 (1989년~) - 축구 선수

## 같이 보기
- 카라바흐 방언
- 카린 방언

### 서지(書誌)자료
- (프랑스어) Adjarian, Hrachia (1909). 《Classification des dialectes arméniens》. Paris: Librairie Honore Champion.
- (아르메니아어) Baghdasaryan, S. H. (1967). “Արարատյան բարբառի բաղաձայնական համակարգի մասին” [Consonants in the Araratian dialect]. 《Lraber Hasarakakan Gitutyunneri》 (Armenian National Academy of Sciences) (4): 16–29. 2016년 3월 4일에 원본 문서에서 보존된 문서. 2013년 3월 13일에 확인함.
- Holding, Nicholas; Holding, Deirdre (2011). 《Bradt Armenia: With Nagorno Karabagh》. Chalfont St. Peter, Bucks: Bradt Travel Guides. ISBN 9781841623450.
- Petrosian, Irina; Underwood, David (2006). 《Armenian Food: Fact, Fiction & Folklore》. Bloomington, Indiana: Yerkir Pub. ISBN 9781411698659.